# Bhilar
Bhilar és un poble del districte de Satara, Maharashtra, Índia.
Es troba a prop de l'estació de la muntanya Panchgani molt popular per les seves maduixes. Bhilar s'està convertint en la primera vila del llibre de l'Índia, un concepte inspirat en la "book town" de Hay-on-Wye a Gal·les, coneguda per les seves llibreries i festivals de literatura.